# 鹿島平堂
鹿島 平堂（かしま へいどう、元治元年（1864年） - 昭和19年（1944年））は日本の教育者、俳人。旧姓佐賀、本名昊（ひろし）。

## 経歴
上道村（現鳥取県境港市上道町）の農家佐賀家に生まれる。
明治17年（1884年）鳥取県師範学校米子支校卒業、同年境小学校訓導となる。上京して東京物理学校（現在の東京理科大学）に学ぶ。卒業後、東京の私立数学専門学校長として赴任、横須賀海軍鎮守府の艦内学校教授に転任し、以来在京、私立井上小、芝区桜井小、京橋泰明小と歴任し、文部省に入り学校衛生顧問会議の書記となる。
明治41年（1908年）宮沢玉淵、宮尾杜子たちと「半蔵会」を設立し活躍。
明治30年（1897年）より大正6年（1917年）まで東京市に奉職する。大正6年（1917年）帰郷する。
大正8年（1919年）上道俳句会を結成、白気庵を名乗って由木旭外、滝川一甫、門永苔花、足立堂村ら多くの俳人たちと共に俳句を研鑚する。
地方俳句会の重鎮として大正9年（1920年）由木旭外編集の俳句誌『藻の花』の選者を引き受ける。

## 人物
1897年半蔵門俳句会に入会して内藤鳴雪、星野麦人らの指導を受け松根東洋城らと交遊する。
高浜虚子の『ホトトギス』にも加わった。
帰郷の際の送別句会では、内藤鳴雪より記念の句入り俳画を贈られ、帰郷後も交遊は続いた。
親族の佐賀省三は自邸に先人を偲んで句碑を建立した。
｢元日や樽を出て来る酒の音 平堂｣